# (7801) Goretti
(7801) Goretti, ist ein Asteroid des mittleren Hauptgürtels, der am 12. April 1996 von den italienischen Astronomen Luciano Tesi und Andrea Boattini am Osservatorio Astronomico della Montagna Pistoiese (IAU-Code 102) auf der Hochebene Pian dei Termini nordöstlich von San Marcello Pistoiese in der italienischen Region Toskana entdeckt wurde.
Der Asteroid wurde nach dem italienischen Amateurastronomen Vittorio Goretti (1939–2016) benannt, der annähernd 30 Jahre lang Physik und Mathematik an einer höheren Schule in Bologna lehrte.